# Robert Griess
Robert Louis Jr. Griess (Savannah, 1945) è un matematico statunitense che lavora su gruppi semplici finiti e algebre di vertice. Attualmente è professore di matematica presso l'Università del Michigan.

## Formazione scolastica
Griess sviluppò un vivo interesse per la matematica prima di intraprendere gli studi universitari presso l'Università di Chicago nell'autunno del 1963, dopodiché vi ha conseguito un dottorato di ricerca nel 1971 dopo aver discusso una tesi sui moltiplicatori di Schur.

## Carriera
Il lavoro di Griess si è concentrato sulle estensioni di gruppo, sulla coomologia e sui moltiplicatori di Schur, nonché sulle algebre di operatori di vertice e sulla classificazione dei gruppi semplici finiti. Nel 1982 pubblicò la prima costruzione del gruppo mostro utilizzando l'algebra di Griess e nel 1983 fu invitato come relatore al Congresso Internazionale dei Matematici a Varsavia per tenere una conferenza sui gruppi sporadici e sulla sua costruzione del gruppo mostro. Nello stesso importante articolo del 1982 in cui pubblicò la sua costruzione, Griess descrisse dettagliatamente un'organizzazione dei ventisei gruppi sporadici in due famiglie generali di gruppi.
È diventato membro dell'American Academy of Arts and Sciences nel 2007 e membro dell'American Mathematical Society nel 2012. Nel 2020 è diventato membro dell'Accademia Nazionale delle Scienze. Dal 2006, Robert Griess è redattore di Electronic Research Announcements of the AIMS (ERA-AIMS), una rivista peer-review.
Nel 2010, gli è stato assegnato il Premio AMS Leroy P. Steele per il contributo fondamentale alla ricerca per la sua costruzione del gruppo mostro, che ha chiamato friendly giant.

## Opere

### Libri
- Robert L. Griess, Jr., Twelve Sporadic Groups, Springer-Verlag, 1998, ISBN 9783540627784, OCLC 38910263.[12]
- Robert L. Griess, Jr., An Introduction to Groups and Lattices: Finite Groups and Positive Definite Rational Lattices, Advanced Lectures in Mathematics, vol. 15, International Press, 2011, ISBN 9781571462060, OCLC 702615699.

### Pubblicazioni
- vol. 69, Bibcode:1982InMat..69....1G, DOI:10.1007/BF01389186, MR 671653,  https://deepblue.lib.umich.edu/bitstream/handle/2027.42/46608/222_2005_Article_BF01389186.pdf?sequence=1.